# Frederic VI de Baden-Durlach
Frederic VI de Baden-Durlach (en alemany Friedrich VI von Baden-Durlach) va néixer al palau de Karlsburg, a Durlach (Alemanya), el 16 de novembre de 1617 i va morir a la mateixa ciutat el 10 de gener de 1677. Era un noble alemany, fill de Frederic V de Baden-Durlach (1594-1659) i de Bàrbara de Wurttemberg (1593-1627).
Quan el 1663, els turcs envaïren Hongria, l'emperador Leopold I creà un exèrcit per a la defensa de l'imperi, en el qual participà activament com a general Frederic VI. Així mateix va participar en el setge de la fortalesa de Philippsburg el 1676, aleshores en mans franceses, que finalment va ser integrada al margraviat de Baden-Durlach.

## Matrimoni i fills
El 30 de novembre de 1642 es va casar amb Cristina Magdelena de Wittelsbach (1616-1662), filla de Joan Casimir de Wittelsbach (1589-1652) i de la princesa Caterina Vasa de Suècia (1584-1638). El matrimoni va tenir vuit fills: 
- Frederic Casimir (1643-1644)
- Cristina (1645-1705), casada primer amb Albert II de Brandenburg-Ansbach (1620-1667), i després amb Frederic I de Saxònia-Gotha (1646-1691).
- Elionor (1646-1646)
- Frederic Magnus (1647-1709), casat amb Augusta Maria de Schleswig-Holstein-Gottorp (1649-1728).
- Carles Gustau (1648-1703), casat amb Anna Sofia de Brunsvic-Wolfenbüttel (1659-1742).
- Caterina Bàrbara (1650-1733)
- Joana Elisabet (1651-1680), casada amb el comte Joan Frederic de Brandenburg-Ansbach (1654-1686).
- Frederica Elionor (1658-1658)

Havent enviudat, Frederic es casà de nou amb Joana Bayer (1636-1699), amb qui va tenir dos fills:
- Frederic (-1678)
- Joan Bernat (1669-1734), casat primer amb Magdelena de Müchingen (1676-1703), i després amb Juliana de Remchingen (1681-1763).